# 2020년 하계 올림픽 스포츠클라이밍
제32회 하계 올림픽 스포츠클라이밍 경기는 일본 도쿄 아오미 어반 스포츠 파크에서 2020년 8월 3일부터 6일까지 열린다. 남녀 종합 1종목씩 총 2개 세부종목으로 치러진다. 스포츠 클라이밍은 올림픽 사상 처음으로 도입되는 종목으로, 각 경기는 리드클라이밍, 스피드클라이밍, 볼더링의 세가지 방식을 종합 평가해 순위를 매기는 것으로 진행될 전망이며, 2018년 하계 청소년 올림픽에서 이미 동일한 방식을 시범 도입한 적이 있다.

## 경기방식
지난 2015년 국제 스포츠클라이밍 연맹 (IFSC)이 처음으로 스포츠 클라이밍의 올림픽 종목화를 국제올림픽위원회 (IOC) 측에 제안하였고, 이듬해 2016년 8월 3일 IOC는 2020년 하계 올림픽부터 스포츠클라이밍을 정식 종목으로 승인한다고 공식 발표했다.
다만 스포츠클라이밍의 세가지 경기방식인 리드클라이밍, 볼더링, 스피드클라이밍이 각기 따로 치러지는 게 아니라 한 경기로 묶는 복합 경기로 만들어서, 남녀 종목으로만 나누어 메달을 수여하기로 결정됨에 따라 클라이밍계에서 논란이 일었다. 클라이밍 선수 린 힐은 스피드클라이밍을 끼워넣는다는 것은 "중거리 종목에서 뛰는 달리기 선수에게 단거리 경기에 나가달라는 셈"이라고 말했고, 애덤 온드라 선수도 인터뷰에서 뭔 방식을 택하든 이런 조합보다는 낫겠다며 비판의 목소리를 가했다.
이는 리드클라이밍이나 볼더링 같은 경우에는 두 종목을 동시에 커버하는 선수가 종종 있지만, 스피드클라이밍은 별개의 클라이밍 종목으로서 특화된 선수가 따로 있다고 여겨지기 때문이다. 쇼나 콕시 선수는 "스피드와 리드 종목에 나서는 볼더링 선수는 없고, 반대로 볼더링과 리드 종목에 나서는 스피드클라이밍 선수도 없을 것"이라 말했다. 올림픽이 코앞인 2020년 시점에서도 선수들의 적응이 어렵다는 점은 마찬가지로, 서채현 선수와 천종원 선수는 스피드 등 주종목이 아닌 복합 방식의 훈련에 대한 고달픔을 토로하기도 했다.
이에 대해 연맹 측은 애초에 국제올림픽위원회 측에서 각 성별당 경기 하나씩만 승인했었고, 스피드클라이밍 종목을 뺄 수는 없다는 판단에 따랐다고 해명했다. 이번 2020년 하계 올림픽에서 연맹 측이 세운 목표는 우선 클라이밍이란 스포츠 자체와 세가지 세부종목을 올림픽 종목으로 각인시키는 것이며, 경기방식의 변경은 차후 이뤄지도록 하겠다는 것이다. 실제로 연맹 측의 전략은 성공을 거두어, 다음 올림픽인 2024년 하계 올림픽에서는 정식 종목 유지는 물론 승인된 경기수도 4개로 늘어나, 리드-볼더링 종합종목에서 스피드클라이밍 종목을 분리해 치를 예정이다.
경기 최종순위는 각 클라이밍 종목의 랭킹을 곱하는 방식으로 산정되기 때문에, 스코어가 낮을수록 가장 높은 순위에 이르게 된다.

## 예선
이번 대회에서는 총 40명의 출전권이 부여된다. 각 참가국은 한 종목당 최대 2명씩 출전권을 부여받을 수 있으므로 최대 출전 선수는 4명이 된다. 한 종목당 20명의 선수가 참가하는데 18명은 예선 선발전을 통과한 선수에게 돌아가며, 1명은 개최국 일본에게, 나머지 1명은 IOC/조직위/연맹의 3자 위원회의 초청에 따라 부여된다.
예선과정은 일련의 국제 선수권대회를 통해 진행되었으며 2019년 IFSC 클라이밍 세계 선수권대회에서는 남녀 복합 종목당 종합순위 7위까지 출전권을 부여, 14명의 대회 출전을 확정지었다.

## 일정
이번 대회의 일정은 다음과 같다. S는 스피드, B는 볼더링, L은 리드 종목이다.
|  | 예선 |  | 결승전 |

| 날짜 | 8월 3일 | 8월 3일 | 8월 3일 | 8월 4일 | 8월 4일 | 8월 4일 | 8월 5일 | 8월 5일 | 8월 5일 | 8월 6일 | 8월 6일 | 8월 6일 |
| ---- | ------- | ------- | ------- | ------- | ------- | ------- | ------- | ------- | ------- | ------- | ------- | ------- |
| 남자 | S       | B       | L       |         |         |         | S       | B       | L       |         |         |         |
| 여자 |         |         |         | S       | B       | L       |         |         |         | S       | B       | L       |

## 참가국
19개국 40명의 선수가 참가하였다. 올림픽 출전 예선 경기의 경우 2019년 IFSC 세계 클라이밍 선수권 대회를 비롯해 올림픽 예선경기, 대륙별 선수권대회 등으로 구성되었다.
- 오스트레일리아 (2)
- 오스트리아 (2)
- 캐나다 (2)
- 중화인민공화국 (2)
- 체코 (1)
- 프랑스 (4)
- 독일 (2)
- 영국 (1)
- 이탈리아 (3)
- 일본 (4) (개최국)
- 카자흐스탄 (1)
- 폴란드 (1)
- 러시아 올림픽 위원회 (3)
- 슬로베니아 (2)
- 남아프리카 공화국 (2)
- 대한민국 (2)
- 스페인 (1)
- 스위스 (1)
- 미국 (4)

## 대회 신기록
| 종목               | 경기 | 선수                  | 국가   | 시간 | 날짜    | 기록 |
| ------------------ | ---- | --------------------- | ------ | ---- | ------- | ---- |
| 남자 복합 (스피드) | 예선 | 바사 마웸             | 프랑스 | 5.45 | 8월 3일 | OR   |
| 여자 복합 (스피드) | 예선 | 알렉산드라 미로스와프 | 폴란드 | 6.97 | 8월 4일 | OR   |

## 메달리스트

### 순위
| 순위 | 국가       | 금메달 | 은메달 | 동메달 | 합계 |
| ---- | ---------- | ------ | ------ | ------ | ---- |
| 1    | 스페인     | 1      | 0      | 0      | 1    |
| 1    | 슬로베니아 | 1      | 0      | 0      | 1    |
| 3    | 일본       | 0      | 1      | 1      | 2    |
| 4    | 미국       | 0      | 1      | 0      | 1    |
| 5    | 오스트리아 | 0      | 0      | 1      | 1    |
| 합계 | 합계       | 2      | 2      | 2      | 6    |

### 메달리스트
| 종목             | 금                              | 은                   | 동                           |
| ---------------- | ------------------------------- | -------------------- | ---------------------------- |
| 남자 복합 자세히 | 알베르토 히네스 로페스 · 스페인 | 너새니얼 콜먼 · 미국 | 야코프 슈베르트 · 오스트리아 |
| 여자 복합 자세히 | 야냐 가른브레트 · 슬로베니아    | 노나카 미호 · 일본   | 노구치 아키요 · 일본         |

## 같이 보기
- 2018년 아시안 게임 스포츠클라이밍
- 2019년 클라이밍 세계 선수권대회
- 올림픽 스포츠 클라이밍